# Коник білолобий
Коник білолобий (Decticus albifrons) — вид коників, які поширені від Середземного моря до середньої Азії.

## Опис
Коник досягає розміру від 32 до 40 мм, має коричнево-сіре забарвлення. Голова масивна і має потужні щелепи. Живляться дрібними комахами й рослинами. У липні комахи дорослішають і живуть до листопада. Полюбляють теплий і сухий клімат.

## Галерея
|  |
|  |

|  |
|  |

|  |
|  |

|  |
|  |